# Battaglia di Turnhout (1597)
La battaglia di Turnhout, detta anche battaglia di Tielenheide, fu uno scontro combattuto presso la città di Turnhout (attuale Belgio) il 24 gennaio 1597, nell'ambito della guerra degli ottant'anni.
Dopo una piccola schermaglia tra l'esercito anglo-olandese e quello spagnolo, lo scontro si spostò nell'entroterra. La cavalleria spagnola venne sconfitta in un primo momento, ma successivamente riuscì a rimontare e la fanteria olandese alla fine ebbe la meglio.

## Antefatto
Dopo l'attacco a Cadice del 1596 l'esercito inglese guidato da sir Francis Vere venne urgentemente richiamato nei Paesi Bassi. Gli spagnoli erano finiti nel frattempo in bancarotta per la terza volta e quindi, i ritardi nei pagamenti all'esercito, portarono a diversi ammutinamenti. Durante l'inverno del 1596/1597 l'esercito spagnolo guidato dall'arciduca Alberto d'Austria con 4600 uomini al comando del borgognone Philibert de Rye, conte Varax, era avanzato sino al villaggio di Turnhout, a venti miglia a sud di Breda; l'idea degli spagnoli era quella di prendere di sorpresa la città di Tholen in una rara offensiva invernale.
Lo stadtholder olandese Maurizio d'Orange aveva ricevuto ordini dagli Stati Generali di raccogliere delle forze a Geertruidenberg per contrastare la minaccia spagnola nell'area di Turnhout. Per quanto non fosse cinta da mura, la città di Turnhout era strategicamente importante e disponeva di un piccolo castello, circondato da un fossato e con una guarnigione di quaranta uomini. Una forza di quasi 6000 uomini con due cannoni e due pezzi d'artiglieria da campo venne riunita a Geertruidenberg. Sei compagnie di fanti olandesi al comando di Maurizio (i conti di Hohenlohe, Brederode e Solms giunsero con diverse guarnigioni). Sir Francis Vere guidò le forze inglesi ancora una volta (che costituivano i due terzi dell'armata di Maurizio d'Orange) assieme al reggimento di scozzesi di sir Alexander Murray e a otto compagnie di inglesi al comando del capitano Henry Docwra. La cavalleria disponeva in totale di 800 uomini al comando di Marcellus Bacx con un contingente di un centinaio di pistoleri d'élite composti da volontari della nobiltà inglese al comando di sir Robert Sydney e di sir Nicholas Parker.
Il 23 gennaio 1597 il corpo di spedizione uscì da Geertruidenberg in quattro divisioni, con la cavalleria sui fianchi ed il campo a Ravels, su un terreno ancora ghiacciato.
L'esercito spagnolo al comando del conte di Varax era composto da quattro battaglioni di fanteria; l'élite spagnola dei tercios di Napoli al comando del marchese di Treviso, i tedeschi al comando del conte di Sulz e un paio di reggimenti valloni e borgognoni al comando dei conti di Hachicourt e di Barlaymont. Vi erano anche cinque squadroni di cavalleria spagnola comandati da Niccolò Basta. I reggimenti di cavalleria erano comandati da Juan de Cordoba, Alonzo de Mendoza, Juan de Guzman, Alonzo Mondragon e dal fiammingo Grubbendonck. Questi vennero divisi in due unità, una di lanceri pesanti e l'altra di herreruelos leggeri (archibugieri a cavallo).
A mezzanotte Maurizio iniziò la propria marcia a tappe forzate per raggiungere la periferia di Turnhout, nel vicino villaggio di Tielen.

## La battaglia

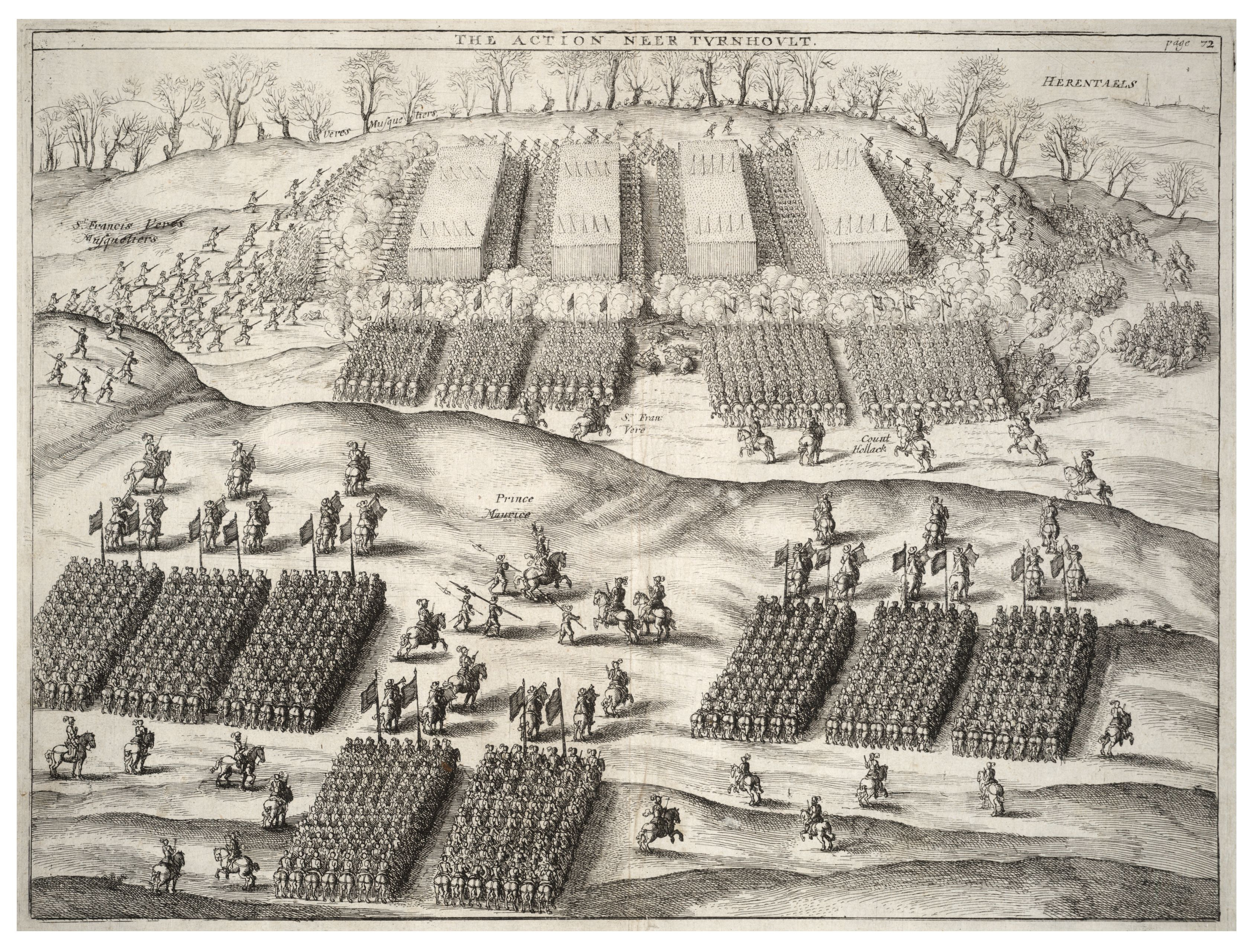
La battaglia di Turnhout. Gli inglesi al comando di Francis Vere assaltano gli spagnoli da sinistra, mentre gli olandesi si occupano del fianco destro. Stampa di Wenceslaus Hollar.

Il conte Varax venne a sapere dell'avvicinamento di Maurizio d'Orange a Turnhout ed immediatamente ordinò la ritirata ed all'alba il grosso delle forze spagnole si era già attivato in direzione di Herentals. Maurizio venne a sapere che la retroguardia degli spagnoli aveva appena lasciato il villaggio. Il terreno circostante era intersecato in tutte le direzioni da dighe e sbarramenti al fiume Aa, prontamente rimossi dal conte Varax ad eccezione di un solo ponte di legno. Parte dei moschettieri spagnoli si trovavano sull'altra sponda del fiume per contrastare ogni possibile tentativo delle armate olandesi di attraversare, sebbene l'avanguardia inglese li costrinse a smuoversi dalle loro posizioni. I carabinieri ed i moschettieri inglesi vennero fatti avanzare e ne risultò una piccola schermaglia col nemico. I moschettieri olandesi attraversarono il ponte, mentre gli altri, con la cavalleria, attraversarono il fiume presso un guado vicino. Gli spagnoli non erano in piena ritirata, ma Maurizio ordinò agli anglo-olandesi di avanzare rapidamente per inseguirli, lasciando la fanteria sul retro.
Vere spiegò i propri moschettieri ordinando loro di mantenere un fuoco costante sulla retroguardia spagnola, mentre Vere con sedici cavalieri si portò a fare rapporto a Maurizio chiedendogli di venire velocemente in loro supporto. Vere si trovò ucciso il proprio cavallo sotto la sella ed egli stesso venne lievemente ferito alla gamba, ma continuò a piedi il suo percorso sino a quando non gli venne fornito un nuovo cavallo. Questa schermaglia tra gli anglo-olandesi e la retroguardia spagnola perdurò per tre ore sino a quando giunse il corpo di cavalleria di questi ultimi.
Il conte Varax dispose la sua fanteria in quattro solidi riquadri di picchieri coi moschettieri sul fianco come prevedeva la pratica standard dei tercios spagnoli. La sua cavalleria si trovava all'interno dei riquadri. Il primo riquadro era composto da tedeschi guidati dal conte di Sulz, poi vi erano i valloni ed infine i borgognoni. Il marchese di Treviso guidava la retroguardia composta da veterani italiani e spagnoli. Vere li inseguì sino a quando tutta la cavalleria di Maurizio d'Orange non fu sul posto. Gli anglo-olandesi formaron quindi un fronte unico davanti agli spagnoli.

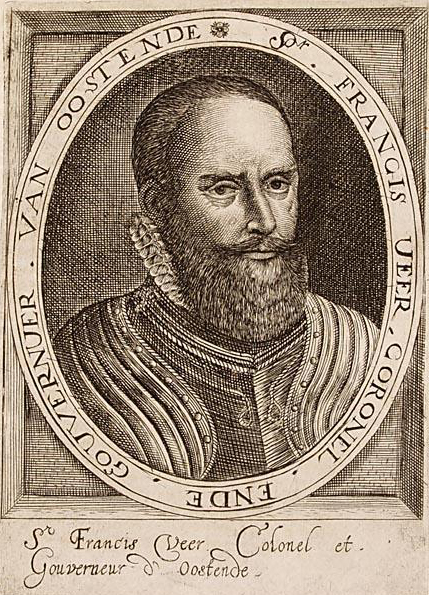
Sir Francis Vere

Gli spagnoli continuarono la loro marcia ma quando si accorsero dei movimenti del nemico alla loro sinistra, la cavalleria cambiò posizione da destra a sinistra ponendosi tra la fanteria ed il bosco locale. Dopo i primi spari dei moschettieri di Vere gli archibugieri spagnoli irruppero sul campo. Il conte di Varax ordinò alla sua cavalleria di proteggere la ritirata ma il conte di Hohenlohe e la sua cavalleria olandese caricarono gli spagnoli sul fianco destro, seguito da Vere sulla retroguardia. Hohenlohe si occupò della squadra di Sulz mentre i tercios del marchese di Treviso vennero attaccati dagli inglesi di Vere e dalla cavalleria olandese di Bacx. La sorpresa risultò completa: la cavalleria spagnola, che includeva i famosi squadroni di Guzman, Mondragon e Mendoza, venne colpita duramente e si ritirò brevemente. Gran parte di questi cavalieri fuggì, inseguiti dai cavalieri di Parker.
Con la cavalleria spagnola in fuga, olandesi ed inglesi si occuparono della fanteria. I reggimenti valloni tentarono di formare una linea per proteggere il fianco, ma il loro morale era già basso per la defezione della cavalleria. Quando videro apparire in lontananza la fanteria olandese in supporto alla cavalleria, tentarono di aver salva la vita gettandosi nel fiume Aa per attraversarlo e raggiungere Herentals. I moschettieri del reggimento di Sultz si ritirarono confusamente coi picchieri dietro a loro e l'intera formazione si arrese poi quando venne minacciata di carica dalla cavalleria anglo-olandese. I tercios veterani del marchese di Treviso ad ogni modo tentarono di mantenere la posizione di battaglia per qualche tempo, ma la carica di Vere e di Bacx su loro fu decisiva. Nello scontro, il conte di Varax risultò tra i caduti.
Con la sconfitta dei tercios spagnoli, i restanti soldati dell'esercito spagnolo si diedero al panico totale. Gli inglesi e gli olandesi ruppero anche le ultime formazioni sul campo. La cavalleria di Parker, nel frattempo, si era data al saccheggio del treno rifornimenti spagnolo. In meno di due ore gli spagnoli erano stati battuti sul campo.
Il resto dell'esercito spagnolo riuscì a ritirarsi verso Herentals dove Niccolò Basta prese il comando di questi uomini e gestì i sopravvissuti.

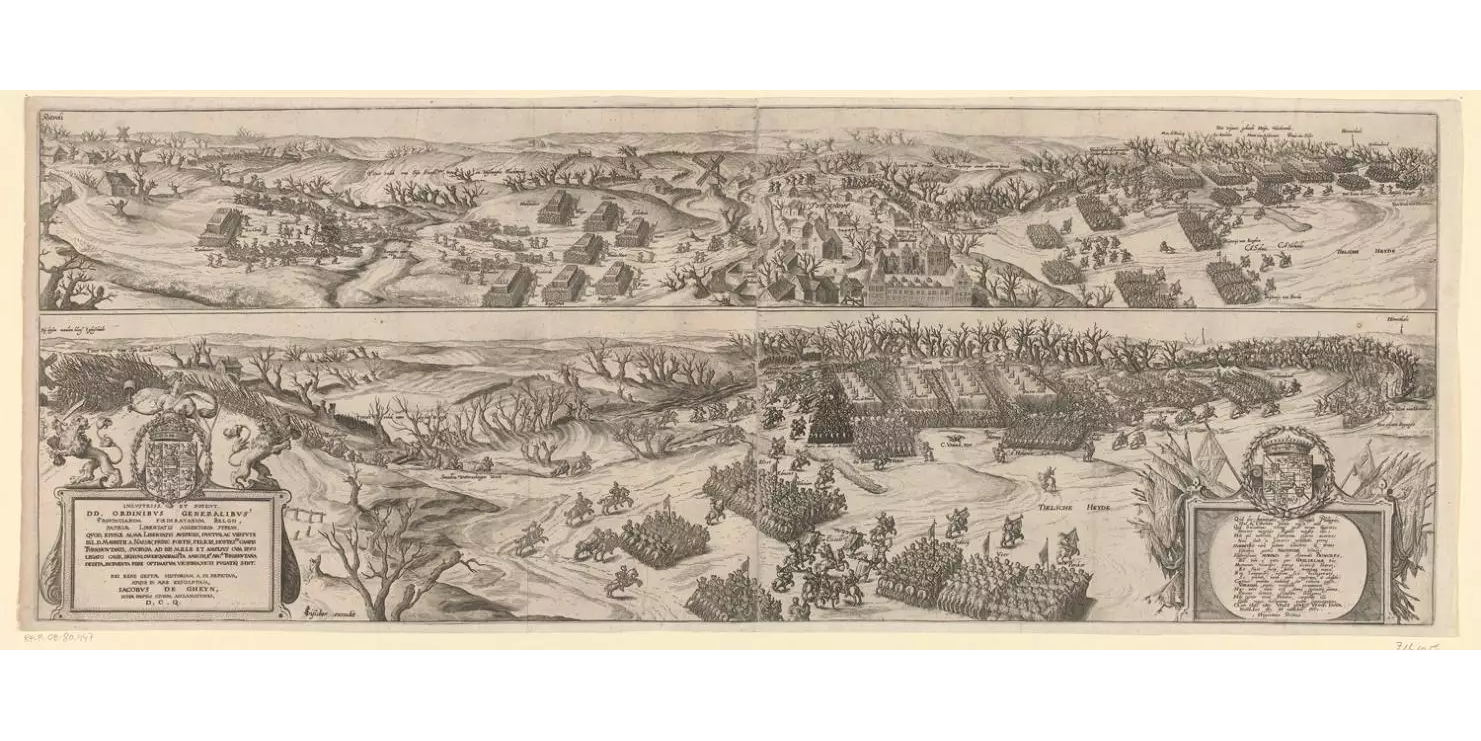
Stampa della battaglia di Turnhout, di Bartholomeus Dolendo
In alto: l'avanzata dell'esercito di Maurizio d'Orange all'inseguimento delle truppe spagnole da Ravels passando da Turnhout verso il Tielenheide
Sotto: la battaglia del Tielenheide e la fuga della cavalleria spagnola.

## Conseguenze

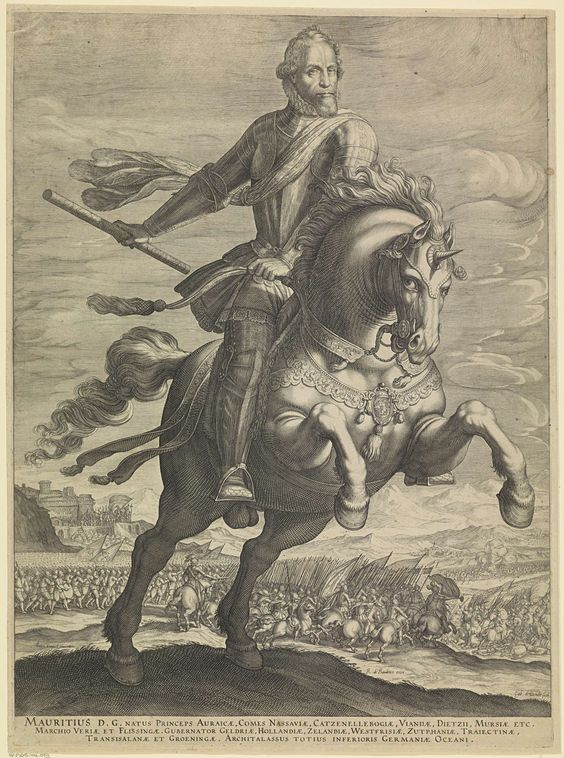
Ritratto equestre di Maurizio, principe d'Orange, alla battaglia di Turnhout, stampa di Egbert van Panderen

Dei 4000 fanti spagnoli e 500 cavalieri, le perdite ammontarono al 50%; 2000 furono i morti o i feriti. Trentotto furono le bandiere catturate al nemico, con 600 prigionieri. Da parte degli alleati le perdite furono 50 con 10 morti in tutto. L'intera azione venne gestita in tutto da 800 cavalieri anglo-olandesi, mentre la maggior parte della fanteria olandese venne preservata dallo scontro. La notte della battaglia, i vincitori riposarono a Turnhout e la mattina seguente il castello locale capitolò e gli olandesi lo diedero alle fiamme. Ad ogni modo, in pochi giorni, Maurizio dovette lasciare la città per l'arrivo dei rinforzi spagnoli guidati dall'arciduca Alberto che si mosse dopo aver saputo della sconfitta dei suoi. I tercios spagnoli di Francisco Velasco e diverse unità di cavalleria, oltre ai sopravvissuti dello scontro, avanzarono contro di lui. Le forze alleate iniziarono quindi una marcia di ritorno verso Geertruidenberg, trasformando la vittoria di Turnhout in un trionfo strategico più che materiale.
L'8 febbraio Maurizio d'Orange tornò a Le Hague ed ordinò che le bandiere catturate durante la battaglia fossero simbolicamente impiccate nel Ridderzaal (il distretto politico dove si trovava la sede degli Stati Generali). I prigionieri vennero trattati con la massima cura ed i feriti vennero curati, preoccupandosi di rimandare all'arciduca anche il corpo del conte di Varax per una degna sepoltura. In cambio di questi gesti apprezzabili, il principe Alberto assicurò al principe olandese che avrebbe seguito il suo generoso esempio per tutta la durata della guerra. Gli inglesi di Vere e Sidney si erano pure distinti grandemente. Vere accompagnò Sidney a Willemstad, premiando i suoi soldati col ritorno in patria.
La notizia della battaglia di Turnhout giunse anche in Inghilterra dove venne accolta con grande gioia. Il satirista Stephen Gosson compose un sermone dal titolo Trumpet of Warre come giustificazione del proseguire della guerra con la Spagna. La battaglia ebbe anche una rappresentazione teatrale a Londra dal titolo Overthrow of Turnholt.
La stessa regina Elisabetta I d'Inghilterra scrisse personalmente a Vere il 7 febbraio 1597, dicendogli:

### Giudizio storiografico

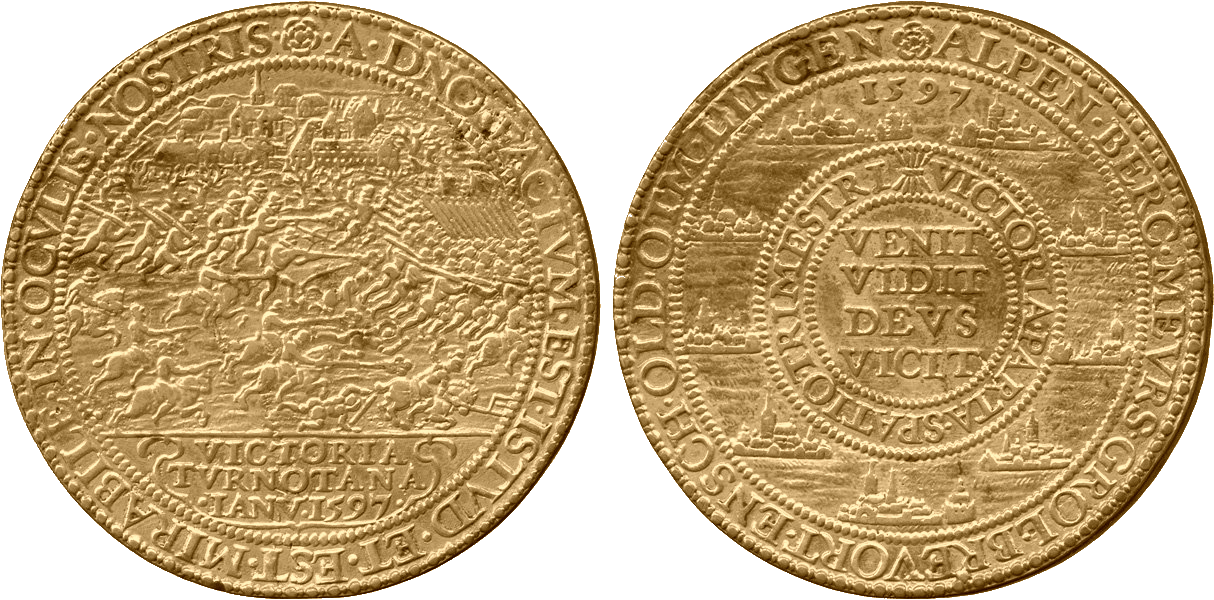
Medaglione commemorativo olandese realizzato dopo la battaglia del 1597. Vi si legge La battaglia di Turnhout e la sconfitta degli spagnoli da parte del principe Maurizio di Nassau (fronte), 1597, di Gerhard van Bijlaer. Le truppe del principe Maurizio inseguono gli spagnoli (retro).

All'epoca in cui si svolse, la battaglia ebbe grande importanza per l'evoluzione nel ruolo della cavalleria in guerra, per due ragioni. Il primo impatto fu la netta superiorità mostrata dall'esercito di Maurizio d'Orange e dalle nuove tipologie di cavalleria da lui messe in campo, i corazzieri (o reiters), usati anche da Enrico IV di Francia nella battaglia di Ivry. I corazzieri indossavano mezza armatura e un elmo leggero ed erano armati di diverse pistole, oltre a portare con loro una carabina ed una spada per ogni evenienza. Nessuno di questi portava lance, ma la tecnica consisteva nel destabilizzare il nemico e nell'usare le pistole solo a corto raggio così da diminuire gli sprechi di pallottole e nel contempo da facilitare il movimento di chi sparava stando a cavallo. Questa tattica diede prova di essere la più adeguata contro i lancieri spagnoli. Il secondo impatto fu che i corazzieri olandesi e inglesi, col supporto di alcune centinaia di moschettieri, avevano distrutto un intero reggimento di tercios spagnoli senza aiuto della fanteria pesante. Queste lezioni sul valore dei corazzieri divennero così fondamentali che ben presto la maggior parte degli eserciti europei abbandonò l'uso della lancia a cavallo, con la sola eccezione dei polacchi che li mantennero all'attivo per i loro ussari. Anche gli spagnoli li abbandonarono definitivamente, ma tre anni dopo, con la sconfitta a Nieuwpoort.